# Kantár

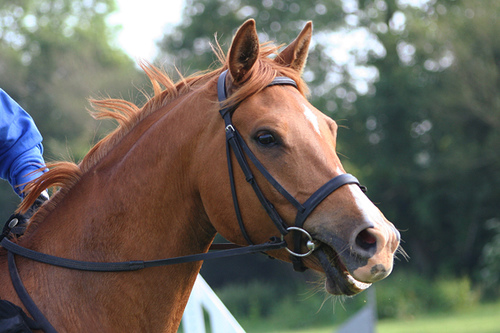
Felkantározott hátasló

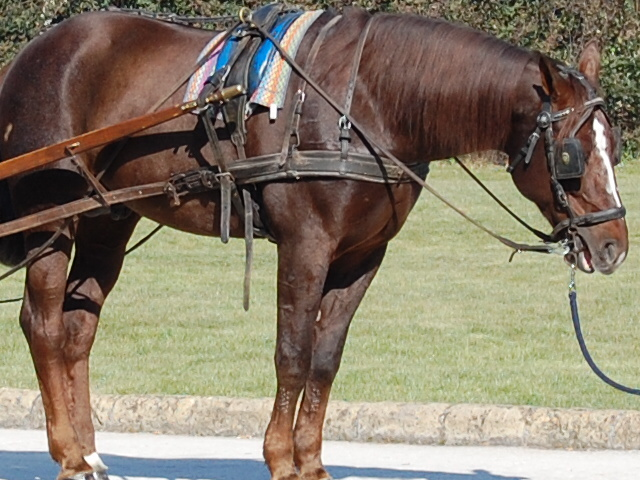
Fogatolt ló esetében a gyeplő (hajtószár) a zabla karikájára van erősítve

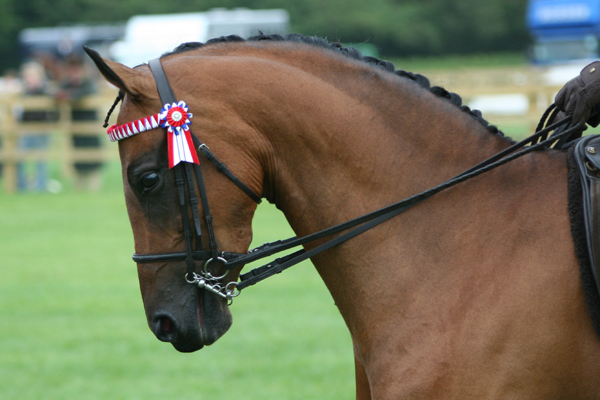
Nagykantár

A kantár a ló irányításához használt lószerszám, melyet a ló fejére helyeznek. Ezzel az eszközzel lehet a hátas és a fogatolt lovat a kantárhoz szerelt zabla és hajtószár segítségével irányítani, visszatartani és fékezni.
A lovas csizmáival, derekával, kezével, has- illetve hátizmaival befolyásolja a lovat. Kezeivel a kantárszárakat, ezzel a zablán keresztül nyomást gyakorol a ló szájára és nyelvére.

## Történelme
A kantár az altáji török népek ősi lószerszáma, neve a magyarba is ótörök jövevényszóként került. A magyarból vette át a német, a szomszédos szlávság és románság is. Formai tekintetben a magyar csikósok kantára és a baskír kantárok között szembeötlő a hasonlóság.

## A kantár részei
A kantár részei: tarkószíj, amely a ló feje tetején fekszik, homlokszíj vagy párta, a két pofaszíj, orrszíj vagy orrazó, állszíj vagy állazó, lehetnek oldal- és homloksallangok; fogatolt lovaknál a szemzők és az ezeket a tarkószíjhoz kötő üstökszíjak. A lovaglókantárokon nincsenek szemzők, csak a fogatolásnál használják. A szemzők célja, hogy a ló látóterét leszűkítsék, ezáltal a hirtelen hátulról felbukkanó jelenségektől ne riadjon meg.  A ló köztudottan zsákmányállatnak született és a hirtelen a háta mögött, vagy oldalán felbukkanó tárgyaktól ösztönösen megriad.

## Kantárok fajtái
Az egy zablával szerelt kantárokat kiskantárnak nevezi a szakirodalom. Több verziója ismeretes, a különbséget az orrzó és az esetleges segédorrzó különböző kombinációit jelenti.   

### Angol kantár
Az angol kantár a legelterjedtebb kantárfajta. Használata általános, kezdő lovak idomítására, edzésekre, ugró és military versenyekre használják. 

### Hannoveri kantár
A hannoveri kantárt a zabla alá csatolják, nem pedig fölé, mint a csikó kantár esetében. Erősebb szájú lovakhoz jól használható kantártípus, de használatával vigyázni kell, nehogy túlzottan szűkre csatolva akadályozza a ló légzését.

### Mexikói kantár
A mexikói kantár esetében a ló orrán keresztezi egymást az orrzó. 

### Nagykantár
Csak a ló magasabb kiképzési fokán alkalmazható. A militaryban és a díjlovaglásban csak bizonyos szint fölött lehetséges vagy kötelező a használata. A nagykantár használatának a lényege, hogy finomabb és differenciáltabb segítség adható, mint a kantárral. Nagykantár két zablával van felszerelve, egy feszítőzablával, amelyet álladzólánc rögzít az alsó állkapocshoz, illetve egy vékonyabb csikózabla, amely a FEI szabályok szerint többféle is (egyszer tört, kétszer tört stb.) lehet. Minél hosszabb a feszítőzabla alsó ága, a feszítőág, annál erősebb a zabla hatása. Az állazóláncnak rá kell simulnia a ló állára. Ha túl feszes, akkor a lovas apró mozdulatai is fájdalmassá válnak a ló számára, ha viszont túl laza, akkor nem fejt ki megfelelő hatást.

## Western lovaglás
A western lovaglásban alkalmazott kantárakon nincs orrszíj. A kiképzés kezdetén csikózablát, később egyetlen feszítőzablát alkalmaznak. Sok esetben a westernkantár pusztán a ló egyik fülét öleli körbe. 

## A ló irányítása
A lovas elsődleges, másodlagos és kiegészítő segítségek alkalmazásával ad segítséget. Az elsődleges segítség a testsúly, amely hathat előre, hátra illetve oldalra. A másodlagos segítség a csizmákkal, szárakkal, illetve zablán keresztül elért befolyás. 
Ne feledjük, hogy a lovaglás olyan tevékenység, melyben a lovas bizonyos fokig ki van szolgáltatva négylábú társának és annak ösztöneinek. 
A megriadó ló ösztönei felülírják a tanult viselkedésformákat és elragadhatja a zabla nélkül lovagló lovast.
Természetesen van létjogosultsága a zabla nélküli lovaglásnak, de csak olyan környezetben, ahol a lovat semmilyen külső körülmény nem zavarhatja meg abban, hogy kizárólag lovasára figyeljen.